# Enyaliopsis viphya
Enyaliopsis viphya är en insektsart som beskrevs av Glenn Jr. 1991. Enyaliopsis viphya ingår i släktet Enyaliopsis och familjen vårtbitare. Inga underarter finns listade i Catalogue of Life.